# Веб-сајт
Веб-сајт (енгл. website или web site; скраћено сајт, енгл. site), интернет-сајт, интернет (веб) презентација или мрежно место је скуп веб-страница које могу да садрже текст, слике, видео-снимке и други мултимедијалан садржај састављен у једну целину. Сајт може бити смештен на локалном рачунару или на интернет или веб-серверу (рачунару послужиоцу). Неки сајтови су доступни свим корисницима, а неки имају ограничења у погледу приступа. Сајт може имати свој интернет домен (вршни ниво, адреса) или поддомен. У свету има преко милијарду веб-сајтова.
Веб-страница је документ, обично написан у обичном тексту прожет инструкцијама форматирања кода званог проширени језик за означавање хипертекста или Extended HTML (скраћено HTML, XHTML). Веб-страница може укључити елементе из других сајтова са одговарајућим HTML кодовима.
Веб-страницама се приступа и транспортирају се са хипертекст трансферним протоколом (HTTP), који може опционално употребити енкрипцију (HTTP Secure, HTTPS) да омогући сигурност и приватност за корисника од садржаја веб-странице. Корисничка апликација, обично интернетски прегледник, рендерира садржај странице премa HTML маркуп инструкцијама на монитору.
Странице на веб-сајту могу често бити преузете преко једноставног униформног локатора ресурса (URL), који се зове и веб-адреса. URL-ови страница организују странице у хијерархију, иако хиперлинкинг између њих изражава доживљај структуре странице читаоцу и води навигацију читаоца сајта која углавном обухвата почетну страницу с већином линкова на веб-садржају сајта, а, допунски, и према линковима "О нама", "Контакт" и сл.
Неке веб-странице захтијевају претплату за приступ неким или свим својим садржајима. Примери претплате веб-сајтовима укључују доста пословних страница, делова веб-страница за новости, академским сајтовима, сајтовима за игре, размјену датотека, форумима, веб-мејловима, друштвеним мрежама итд.

## Преглед
Веб-сајтови имају доста функција и могу бити кориштени у различитим приликама; веб-сајт може бити лични, комерцијални, веб-сајт владе или непрофитне организације. Веб-сајтови могу бити дело појединца, пословне или друге организације и обично су везани за посебну тему или сврху. Сваки веб-сајт може садржавати хиперлинкове на друге веб-сајтове, тако да разлика међу појединачним сајтовима, из перспективе корисника, може бити нејасна.
Веб-сајтови су писани у HTML-у или конвертирани у њега и приступа им се софтверским интерфејсом познатим као user agent. Веб-странице могу бити приказане на великом распону рачунарских и интернетских уређаја различитих величина, укључујући десктоп рачунаре, лаптопе, ПДА уређаје и мобителе.
Веб-сајт се хостује на рачунарском систему познатом као веб-сервер или HTTP сервер. Ови термини могу означавати и софтвер који се покреће на овим системима који „дохвата” и шаље веб-странице као одговор на захтеве корисника веб-сајта. Апач је најчешће коришћен веб-серверски софтвер (prema Неткрафтовим статистикама), као и Мајкрософтов IIS. Неке алтернативе, као Nginx, Lighttpd, Hiawatha или Cherokee, потпуно су функционалне и заузимају мало простора на тврдом диску.

## Модерни веб-сајтови
Модерни веб-сајтови су сајтови који користе најновије технологије и дизајн трендове како би пружили оптимално корисничко искуство. Они су прилагодљиви (responsive) и функционални на различитим уређајима, укључујући рачунаре, таблетe и паметне телефоне. Модерни веб-сајтови користе HTML5, CSS3 и JavaScript за креирање интерактивних и динамичних садржаја. Такође, користе системе за управљање садржајем (CMS) који омогућавају лако ажурирање и одржавање сајта. Безбедност, брзина учитавања и SEO оптимизација су кључни аспекти који се узимају у обзир приликом израде модерних веб-сајтова, како би се осигурало да корисници имају безбедно и пријатно искуство.

## Историја
Први веб-сајт се појавио 1991. године. Направио га је Тим Бернерс-Ли.

## Врсте
- Статички

Статички веб-сајтови су они који садрже неке информације које се не мењају и не освежавају на дуже време, или док они постоје.
- Динамички

Динамички веб-сајтови су они чији се садржај често освежава и допуњава новим информацијама. То су, на пример, портали са вестима, форуми и сл., на којима се свакодневно могу наћи нови садржаји и информације. Овакви сајтови су већином много популарнији и много посећенији.

### Статички веб-сајт
Статички веб-сајт је онај који има веб-странице похрањене на серверу у формату који се шаље клијентском интернетском прегледнику. Примарно је кодиран у -u; каскадни стилски листови (CSS) се користе за контролу изледа иза основног HTML-а. Слике се често користе за прикажу жељени изглед и као део главног садржаја. Аудио или видео могу такође бити сматрани „статичким” садржајем, ако се покрећу аутоматски или генерално нису интерактивни.
Овај тип веб-сајтова често приказује исте информације свим посетиоцима. Једнако као предавање принтане брошуре корисницима или клијентима, статични веб-сајт ће генерално омогућити конзистентне, стандардне информације за продужени временски период. Иако посједник веб-сајта може написати новости периодично, то је ручни процес измјене текста, слика и осталог садржаја и може зајтевати основне веб-дизајнерске способности и софтвер. Једноставне форме маркетиншких примера веб-сајтова, попут класичног веб-сајта, петостраног веб-сајта или веб-сајт брошуре су често статични веб-сајтови, јер они представљају претходно дефинисане, статичке информације корисницима. Ово може садржавати информације о компанији и њеним производима и сервисима преко текста, слика, анимација, звука/видеа, те навигацијских менија.
Статички веб-сајтови могу бити уређени користећи четири широке категорије софтвера:
- Уређивачи текста, као што су Ноутпед или TextEdit, где је садржај и HTML маркуп уређиван директно унутар програма.
- ван-мрежни уређивачи, као што су Microsoft FrontPage и Adobe Dreamweaver (раније познат као Macromedia Dreamweaver), са којим се сајт уређује користећи GUI а завршни HTML код се генерише аутоматски софтвером за уређивање.
- уређивачи на мрежи који креирају медиа богате мрежне презентације као што су веб-странице, виџети, интрои, блогови и остали документи.
- Уређивачи на бази шаблона, као што су RapidWeaver и iWeb, који допуштају корисницима да брзо креирају и уплоадују веб-странице на веб-сервер без детаљног познавања HTML језика, бирајући адекватан шаблон из палете и додавањем слика и текста у исти са трендом десктоп уређивања без директне манипулације HTML кодом.

Статички веб-сајтови могу и даље користити  као уређивачку погодност, попут дељења опште мени траке кроз више страница. Како је веб-сајтово понашање читаоцу и даље статично, ово се не сматра динамичком страницом.

### Динамички веб-сајт
Динамички веб-сајт је онај који се мења или уређује често или аутоматски.
Динамичке странице са стране сервера се генеришу „у лету” компјутерским кодом који производи HTML и CSS. Постоји широк опсег софтверских система, као што су , Java Servlets и ,  i  који могу генерирати динамичке веб-системе (погледајте програмске језике који се користе у већини популарних сајтова) и динамички сајтови. Разни веб апликацијски оквири и веб-шаблон системи су доступни за уобичајене програмске језике као PHP, Перл, Пајтон, те Руби, да их направе бржим и лакшим за креирање комплексних динамичких веб-сајтова.
Сајт може приказати тренутно стање дијалога између корисника, пратити промјенљиву ситуацију, или омогућавати информације у неком начину персонализираном захтевима сваког корисника. На пример, када је почетна страница веб-сајта за вести затражена, код који се покреће на веб-серверу може комбиновати сачуване HTML делиће са новостима добијених од базе података или другог веб-сајта преко RSS за произвођење странице која укључује последње информације. Динамични сајтови могу бити интерактивни кориштењем HTML форми, похрањујући и читајући позади прегледничке колачиће, или креирањем серије страница које рефлектују претходну историју кликова. Наредни пример динамичког садржаја је када малопродајни веб-сајт са базом података медијских производа допушта корисницима уношење захтева за претрагу, нпр. за кључну реч „”. У одговору, садржај веб-странице ће спонтано изменити начин приказа у односу како је прије изгледала, те ће приказати списак Билсових производа: CDovi, DVDovi и књиге.
Динамички HTML користи Јаваскрипт код за инструкције интернетском прегледнику како да интерактивно модификује садржаје страница.
Један начин симулације одређених типова динамичних веб-сајтова приликом избегавања губитка перформанси позивања динамичне машине по кориснику или по конекцији, јесте аутоматско периодично регенерирање великих серија статичних страница.

## Мултимедијски и интерактивни садржај
Ранији веб-сајтови су имали само текст, а недуго затим и слике. Прегледнички додаци су онда кориштени за додавање звука, видеа и интерактивности (као за „богате” интернет апликације које осликавају комплексност десктоп апликације као што је процесор текста). Примери таквих додатака су Мајкрософт Силверлајт, Адобе Флаш, Адобе Шоквејв као и аплети написани у програмском језику Јава. HTML 5 садржи одредбе за аудио и видео без додатака. Јаваскрипт је такође уграђен у већину модерних интернетских прегледника, те допушта креаторима веб-сајта слање кода интернетском прегледнику који налаже како да интерактивно измени странични садржај и комуницира са веб-сервером ако је потребно. (Прегледничка унутрашња репрезентација садржаја је позната као Објектни модел документа (DOM) и техника је позната као Динамични .)
WebGL (Web Graphics Library) је модеран JavaScript API за приказивање интерактивне 3Д графике без употребе програмских додатака. Он омогућава интерактивни садржај као што су 3Д анимације, визуализације и видео објашњења да се корисницима представи садржај на најинтуитивнији начин.
Тренд из 2010. године на веб локацијама под називом „респонзивни дизајн“ пружио је најбоље искуство гледања, јер корисницима пружа изглед заснован на уређају. Ови веб-сајтови мењају свој изглед у складу са уређајем или мобилном платформом, дајући тако богато корисничко искуство.

## Ортографија
Облик „вебсајт” је постао најчешћи термин за изговарање, али „Web site” (велико слово) и „web site” се такође много користе, иако су у опадању. Неке академске личности, неки већи издавачи књига, те неки речници и даље користе термин „Web site”, осликавајући извор термина у исправном имену Светске комуникационе мреже. Такође, данас постоје једнаке дебате везане за повезане термине као што су веб пејџ, веб сервер, и вебкам. У употреби су термини веб-сајт или веб-место, док се за остале термине користе веб-страница, веб-сервер и веб-камера респективно.
Међу водећим стил-водичима, Ројтерсов стилски водич, Чикашки стилски приручник, те АП стилска књига (од априла 2010) сви препоручују „website”.
Међу водећим речницима и енциклопедијама, Канадски оксфордски речник преферира „вебсајт”, а Оксфордски енглески речник се такође определио за „website” u 2004. Енглеска Википедија такође користи термин „website”, док Енциклопедија Британика користи „Web site” и „”. Британикина Меријам-Вебстер подружница користи „Web site”, познајући „website” као варијанту.
Међу водећим коментаторима о кориштењу језика, Гарнерова модерна америчка употреба тврди да је „website” стандардна форма, а Бил Волш, из Вашингтон пост, подржава кориштење термина „Web site” у својим књигама и на свом веб-сајту (ипак, Вашингтон пост користи појам „website”").
Међу највећим интернетско-технолошким компанијама и корпорацијама, Гугл користи „website”, као и Епл, док Мајкрософт користи и „website” и „”.

## Типови
Веб локације се могу поделити у две широке категорије — статичне и интерактивне. Интерактивне локације су део Веб 2.0 заједнице сајтова и омогућавају интерактивност између власника сајта и посетилаца или корисника сајта. Статички сајтови служе или прикупљају информације, али не дозвољавају директно ангажовање са публиком или корисницима. Неке веб странице су информативне или произведене од стране ентузијаста или за личну употребу или забаву. Многе веб странице имају за циљ зараду новца користећи један или више пословних модела, укључујући:
- Објављивање занимљивог садржаја и продаја контекстуалног оглашавања[27][28] путем директне продаје или преко рекламне мреже.
- Е-трговина: производи или услуге се купују директно преко веб странице[29][30]
- Оглашавање производа или услуга доступних у малопродајном предузећу
- Фримијум:[31][32][33] основни садржај је доступан бесплатно, док премиум садржај захтева плаћање (нпр. WordPress веб локација је платформа отвореног кода за прављење блога или веб странице).[34][35]
- Неки веб-сајтови захтевају регистрацију корисника или претплату за приступ садржају. Примери веб-сајтова са претплатом укључују многе пословне сајтове, веб-сајтове са вестима, веб-сајтове академских часописа, веб-сајтове за игре, веб-сајтове за размену датотека, огласне табле, веб-сајтове засноване на е-пошти, веб-сајтове за друштвене мреже, веб-сајтове који пружају податке о берзи у реалном времену, као и сајтове који пружају разне друге услуге.